# Getana
Getana – gewog w dystrykcie Czʽukʽa, w Bhutanie. Według danych z 2017 roku liczył 820 mieszkańców.